# Anopheles oiketorakras
Anopheles oiketorakras är en tvåvingeart som beskrevs av Osorno-mesa 1947. Anopheles oiketorakras ingår i släktet Anopheles och familjen stickmyggor.
Artens utbredningsområde är Colombia. Inga underarter finns listade i Catalogue of Life.